# Саманта Дроук
Саманта Рај Дроук (енгл. Samantha Raye Droke), рођена 8. новембра 1987. године је америчка глумица.

## Живот и каријера
Дроукова је рођена у Де Лиону, Тексас. Позната је по свом пријатељству са глумицом Ешли Тисдејл. Направила је свој велики деби у филму Truce заједно са Бак Тејлором, у којој игра Џени, младу девојку која је послата да живи са својим дедом након што мајка умире. Дрокова се појавила у телевизијским серијама као што су Гилморове, Апартмански живот Зека и Кодија, Иствик и Место злочина: Лас Вегас. Она је такође била присутна у телевизијском филму Програм заштите за принцезе као Брук, девојка која открива да је њена другарица из одељења принцеза. Дроукова је такође играла у серијској серији Сиромашни Паул.

## Филмографија
| Година | Title               | Улога               | Белешке         |
| ------ | ------------------- | ------------------- | --------------- |
| 2005   | Truce               | Jenny               |                 |
| 2006   | Don't Be Scared     | Jessica             | Direct-to-Video |
| 2007   | The Neighbor        | Erin                |                 |
| 2008   | Horton Hears a Who! | Hildy / Holly       | Гласовна улога  |
| 2011   | Seconds Apart       | Eve                 |                 |
| 2011   | God Bless America   | Ashylee Chloe's BFF |                 |
| 2014   | Sins of our Youth   | Amanda              |                 |
| 2016   | Tempus              | Sam                 | Кратак филм     |